# 長野県道87号伊那インター線
長野県道87号伊那インター線（ながのけんどう87ごう いなインターせん）は、長野県中央自動車道伊那インターチェンジから国道153号に至る県道（主要地方道）である。

## 概要
開通以来の終点は国道153号旧道である長野県道146号南箕輪沢渡線との交差点であったが、2008年（平成20年）3月27日に御園（みその）交差点から国道153号との交差点までの間の跨線橋（御園橋）が供用開始され、伊那インターと国道153号が直接連絡されることとなった。路線沿いには伊那中央病院があり、病院入口の信号交差点がある。
元は上伊那広域農道の一路線として伊那市により整備されたが、1994年（平成6年）4月に主要地方道伊那インター線に路線認定された。路線全線が都市計画道路「環状北線」の一部であり、都市計画決定幅員のとおりに整備がなされている。伊那インターから西へは長野県道476号伊那インター西箕輪線が走っている。
2018年4月1日に路線認定の変更が行われ、終点が上の原となったことにより、本路線は天竜川左岸へ延伸される計画となり、将来的に延伸される伊那バイパスと接続されることになった。

### 路線データ
- 起点 : 長野県上伊那郡南箕輪村御子柴（伊那インター入口交差点）
- 終点 : 長野県伊那市上の原

## 歴史
- 1993年（平成5年）5月11日 - 建設省から、県道大萱荒井線の一部・県道沢尻箕輪線の一部が伊那インター線として主要地方道に指定される[2]。
- 1994年（平成6年）4月1日：伊那インター線の認定。
- 2008年（平成20年）3月27日 : 御園交差点から国道153号までが延伸開通。
- 2018年（平成30年）4月1日：路線認定の終点が伊那市上の原へ変更される[1]。

## 地理

### 通過する自治体
- 上伊那郡南箕輪村
- 伊那市

### 交差する道路
- 中央自動車道 伊那インターチェンジ・長野県道476号伊那インター西箕輪線（上伊那郡南箕輪村神子柴・伊那インター入口交差点、起点）
- 長野県道88号伊那箕輪線（伊那市御園 / 上伊那郡南箕輪村・駒美交差点）
- 長野県道146号南箕輪沢渡線（伊那市御園・御園交差点）
- 国道153号（伊那市山寺・水神橋西交差点）
以降、伊那市上の原まで未供用区間

### 沿線にある施設など
- 長野県上伊那農業高等学校
- 伊那中央病院